# Dubne (wieś)

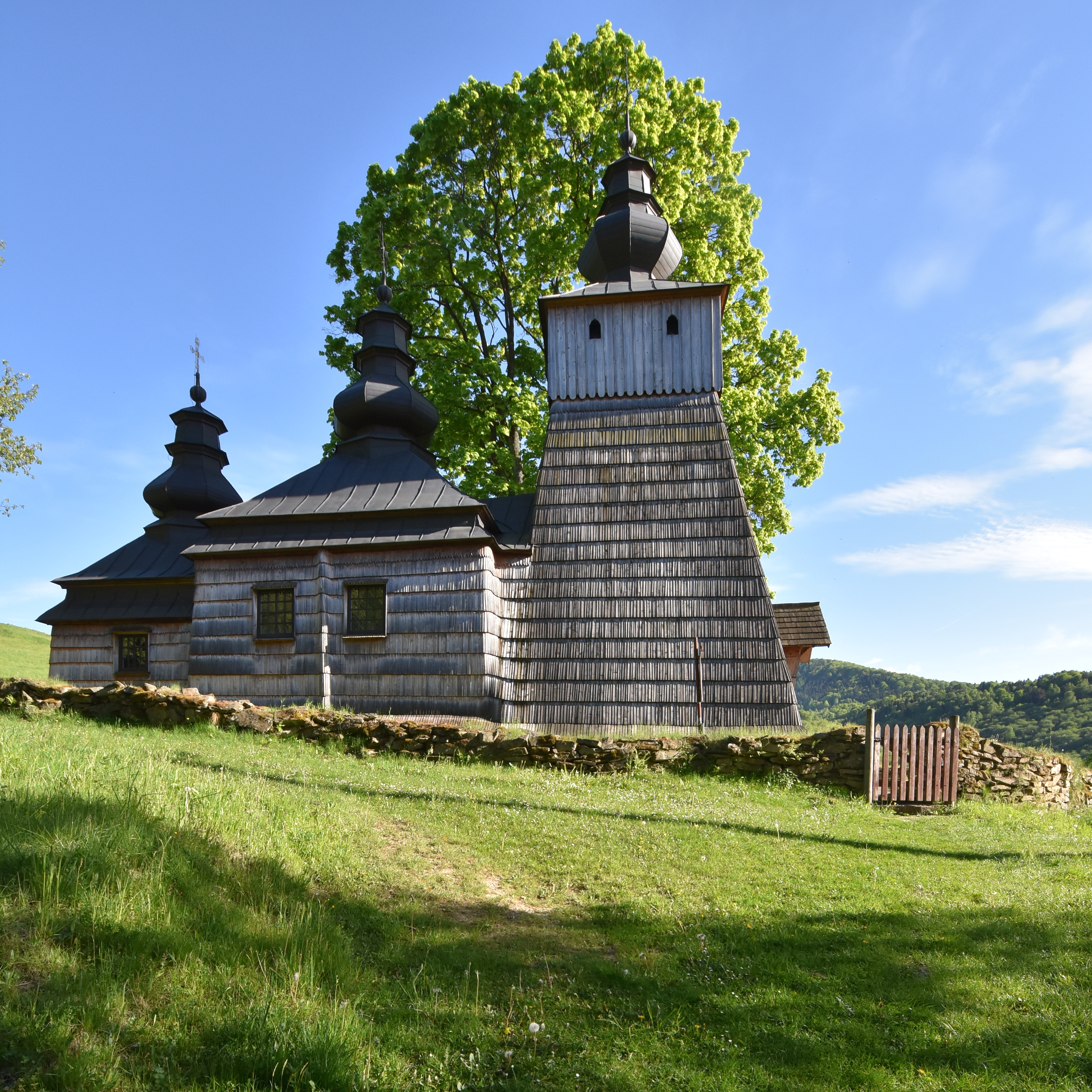
Zabytkowa cerkiew św. Michała Archanioła

Dubne (j. łemkowski Дубне) – wieś w Polsce położona w województwie małopolskim, w powiecie nowosądeckim, w gminie Muszyna.
W latach 1975–1998 miejscowość administracyjnie należała do województwa nowosądeckiego.
W Dubnem znajduje się zabytkowa greckokatolicka cerkiew św. Michała Archanioła (obecnie filialny kościół rzymskokatolicki) z 1863 z zachowanym wyposażeniem z XIX wieku.

## Demografia
W 1921 roku wszyscy mieszkańcy byli wyznania greckokatolickiego, również wszyscy zadeklarowali narodowość rusińską.
Ludność według spisów powszechnych w 2009 roku, według PESEL.
| Rok    | 1900 | 1921 | 1931 | 2002 |
| Liczba | 67   | 62   | 56   | 10   |

| Zwierzęta | Konie | Bydło | Owce | Świnie |
| Liczba    | –     | 164   | 90   | 17     |

## Zabytki
Obiekt wpisany do rejestru zabytków nieruchomych województwa małopolskiego.
- Cerkiew, obecnie kościół pw. św. Michała Archanioła.

### Inne zabytki
- Dwa greckokatolickie krzyże z blaszaną figurą Chrystusa[9].